# Кастийон (Кальвадос)
Кастийо́н (фр. Castillon) — коммуна во Франции, находится в регионе Нижняя Нормандия. Департамент коммуны — Кальвадос. Входит в состав кантона Бальруа. Округ коммуны — Байё.
Код INSEE коммуны — 14140.

## Население
Население коммуны на 2010 год составляло 322 человека.
| 1962 | 1968 | 1975 | 1982 | 1990 | 1999 | 2010 |
| ---- | ---- | ---- | ---- | ---- | ---- | ---- |
| 331  | 325  | 298  | 294  | 284  | 308  | 322  |

## Экономика
В 2010 году среди 212 человек трудоспособного возраста (15—64 лет) 162 были экономически активными, 50 — неактивными (показатель активности — 76,4 %, в 1999 году было 70,8 %). Из 162 активных жителей работали 150 человек (82 мужчины и 68 женщин), безработных было 12 (5 мужчин и 7 женщин). Среди 50 неактивных 15 человек были учениками или студентами, 17 — пенсионерами, 18 были неактивными по другим причинам.